# Der Seehund von Sanderoog
Der Kinderfilm Der Seehund von Sanderoog ist ein deutscher Fernsehfilm aus dem Jahr 2006. Der Film wurde am 25. Dezember 2006 in der ARD zum ersten Mal ausgestrahlt.

## Inhalt
Die zwölfjährige Milla musste bereits öfter mit ihrer Mutter umziehen. Nun hat ihre Mutter Maren Christiansen einen Job als Kurdirektorin in ihrem Heimatort auf der ostfriesischen Insel Sanderoog bekommen. In der neuen Umgebung findet sich Milla zunächst schwer zurecht, nur mit ihrer Oma Hanne versteht sich Milla sofort. Gleich am ersten Tag in der neuen Schule gerät sie mit Henry, dem Sohn des mächtigen Hajo Ehlers, aneinander. Weil Henry der Anführer der Klasse ist, landet sie bei den Außenseitern Silke und Jan. Silke ist zweimal sitzen geblieben und Jan ist querschnittgelähmt.
Hajo Ehlers möchte auf dem Gelände der Seehundstation ein Vergnügungszentrum eröffnen. Den Bürgermeister hat er bereits durch Bestechung auf seine Seite gebracht, so dass die Gemeinde die Zuschüsse zur Seehundstation gestrichen hat. Nun versucht er auch Millas Mutter auf seine Seite zu bringen. Doch diese setzt sich für den Erhalt der Seehundstation ein, da sie dies in ihrer Funktion als Kurdirektorin für eine wichtige touristische Attraktion hält. So unterstützt sie Dr. Justus Reinders, den Leiter der Seehundstation.
Mila hat sich unterdessen mit Silke und Jan angefreundet. Zusammen wollen sie ein Schulprojekt über Seehunde schreiben. Als sie am Strand beobachten, wie ein Heuler getötet werden soll, retten sie diesen, und bringen ihn zur Seehundstation. Da sie Justus Reinders versprechen, bei der schwierigen Aufzucht des Heulers, der seine Mutter verloren hat, zu helfen, willigt dieser ein, den Heuler vorerst nicht zu erschießen. Und es gelingt den Kindern zusammen mit Herrn Reinders die Verfassung des Heulers zu stabilisieren, und dieser beginnt sich prächtig zu entwickeln. Maren Christiansen ist indes überhaupt nicht begeistert davon, dass Milla soviel Zeit mit der Aufzucht des Heulers verbringt. Doch Oma Hanne gelingt es schließlich, zwischen den Generationen zu vermitteln, als sie ihre Tochter daran erinnert, dass sie in Millas Alter genauso stur ein Ziel verfolgen konnte, und dies auch immer noch so macht.
Hajo Ehlers hat unterdessen seinen Plan nicht aufgegeben und schleust ein Virus in die Seehundstation. Ohne Seehunde nimmt die Seehundstation keine Eintrittsgelder ein und müsste aus Mangel an finanziellen Mitteln schließen. Als die Seuche in der Seehundstation bekannt wird, verlangt der Bürgermeister daraufhin sofort alle Seehunde zu töten. Dies können Milla, Silke und Jan nicht zulassen. Sie verstecken die Seehunde in einem Fischbecken, in einer Lagerhalle von Hajo Ehlers. Sein Sohn Henry hilft ihnen dabei, weil er sich inzwischen in Milla verliebt hat. So stellt er seinen Vater zur Rede, und der lässt schließlich von seinem Plan ab, um nicht seinen Sohn zu verlieren. Die Seehunde können dank eines Impfstoffs gerettet werden. Milla, Silke und Jan bekommen für ihr Schulprojekt eine gute Note und werden wegen ihres Einsatzes für die Robben von ihren Mitschülern nun akzeptiert.

## Personen
Milla Christiansen ist ein zwölfjähriges Mädchen, das sich bisher nirgends richtig zu Hause gefühlt hat, weil sie mit ihrer Mutter ständig umgezogen ist. Durch ihre Oma findet sie zum ersten Mal richtigen Halt, und lernt, ihre neue Heimat zu lieben. So beginnt sie die Initiative zu ergreifen und sich für den Erhalt der Natur in ihrer Heimat einzusetzen.
Silke ist ein Mädchen, das sich selbst fast aufgegeben hat. Weil sie zweimal sitzengeblieben ist, traut sie sich schulisch nichts mehr zu. Durch die Unterstützung von Milla lernt sie wieder an sich zu glauben und schafft so auch ein gutes Schulprojekt. Silke unterstützt wiederum Milla, weil sie sehr forsch ist, und sie bei der Rettung der Seehunde unterstützt.
Jan ist querschnittgelähmt und wird deswegen von seinen Mitschülern gemieden. Er hat sich deswegen in die Fantasiewelt des Films zurückgezogen und weiß fast alles über Filme. Milla hilft ihm, sich zu öffnen. Er kann ihr wiederum durch sein umfassendes Wissen bei der Rettung der Seehunde helfen.
Henry ist der Sohn von Hajo Ehlers, der aus der Seehundstation „Ehlers Meer und mehr“ bauen möchte. Am Anfang erweist sich Henry als arrogant und hochnäsig, aber schon bald verliebt er sich in Milla (die neue). Da zeigt er auch mal seine nette Seite und rettet die Seehunde und gleichzeitig auch einen Kuss von Milla.